# Geisleden
Geisleden là một đô thị thuộc huyện Eichsfeld nước Đức. Đô thị này có diện tích 16,58 km², dân số thời điểm 31 tháng 12 năm 2006 là 1115 người.